# Nizozemska vzhodnoindijska družba
Nizozemska vzhodnoindijska družba (Verenigde Oostindische Compagnie - VOC) je bila trgovska delniška družba, ki je z lastno vojsko v imenu Republike Nizozemske uveljavljala trgovske, vojaške in politične interese v Aziji in južni in vzhodni Afriki. Delovala je v obdobju 1602-1800.
Družba je z bojevanjem proti Portugalski v Aziji in dohodkom od kolonialne trgovine veliko prispevala k osvoboditvi Nizozemske izpod španske nadoblasti in kasneje k razcvetu nizozemske zlate dobe. Ustanovila je kolonijo v južni Afriki. V tretji četrtini 17. stoletja in prvi polovici 18. stoletja je imela prevlado v trgovini s Cejlonom in indonezijskim arhipelagom ter se uspešno kosala z drugimi evropskimi trgovci na obalah Indije. V drugi polovici 18. stoletja je zaradi slabega kadrovanja in korupcije začela propadati. Končni udarec so ji zadale izgube v 4. angleško-nizozemski vojni, od katerih se ni več opomogla. 

## Uvod
V 1590-tih letih se je Republika Nizozemska v osamosvojitveni vojni osvobodila španskega pritiska, razširila in zavarovala svoje meje in vzpostavila institucije upravljanja. Ukinitev španskega trgovinskega embarga v letu 1590 je nizozemskim trgovcev omogočila, da so po Evropi razvažali blago, ki so ga Portugalci pripeljali iz kolonij. S tem so iz prevoznikov velikih tovorov (žito, les iz Baltika, s čemer so se ukvarjala predvsem severno holandska in frizijska pristanišča) postali (še zlasti Amsterdam) glavni distributerji vrednejših tovorov za Evropo.
Informacije o vzhodni Indiji so se koncem 16. stoletja širile že tudi preko knjig (npr. Itinerario, priročnik o poteh, dobrinah in okoliščinah, ki ga je leta 1596 izdal Jan Huigen van Linschoten, uslužbenec trgovske hiše Fugger), v Holandijo pa so jih prinesli tudi priseljeni portugalski Judje. Prvo nizozemsko potovanje v vzhodno Indijo leta 1595 se ni obneslo. A že leta 1599 se je ena od treh poslanih flot vrnila s štirikratnim dobičkom. To in ponovni embargo za nizozemske ladje v Španiji in Portugalski, ki ga je leta 1598 vpeljal novi španski kralj Filip III., je vzpodbudilo obsežno investiranje v trgovska ladjevja. Spomladi 1601 je v Indiji že bilo 65 nizozemskih ladij. Prišlo je do nekontroliranih nihanj v ponudbi dobrin in posledično do padca cen in dobičkov.

## Ustanovitev družbe
Da se to ne bi več dogajalo, je Država (oziroma staten-generaal, skupščina Republike) leta 1602 med seboj tekmujoče trgovce povezala v Nizozemsko vzhodnoindijsko družbo, za tisti čas popolnoma novo interesno združenje države in trgovskega kapitala. Trgovci so se, povezani v regionalnih komorah, od katerih je vsaka zadržala svoj kapital in trgovske posle, podredili splošnim pravilom in politiki, ki jih je določal direktorij sedemnajstih direktorjev, imenovan heren XVII. Sedeži v direktoriju so bili med komore razdeljeni po vložkih začetnega kapitala (8 sedežev amsterdamska komora, 4 zelandska, po 2 severno- in južno-holandska, sedemajsti sedež pa so si izmenoma delile manjše komore). Razpisane so bile delnice, ki so kotirale na amsterdamski borzi in skozi katere so lahko investirali tudi manjši delničarji.
Država (staten-generaal) je dogovoru dodala svoje zahteve in Družbi (VOC) podelila (v začetku za 21 let) monopol za trgovanje na območju vzhodne Afrike (vključno južno konico) in Azije, pravico do vzdrževanja lastne vojske in vojne mornarice, postavljanja guvernerjev ter sklepanja pogodb in zvez z lokalnimi vladarji. Država je družbi obljubila pomoč pri zagotavljanju orožja, streliva, vojakov in vojaških ladij. Guvernerji in vojaški poveljniki so prisegli zvestobo tako Družbi kot Državi. Potem ko je bila ustanovna listina podpisana, je imela Družba v delovanju veliko svobode, vse bistvene odločitve pa je morala predhodno predložiti v potrditev Državi.
Kmalu je vrednost delnice Družbe na amsterdamski borzi postala barometer ekonomskega zdravja celotnega gospodarstva Republike. Družba je tudi kovala lasten denar.

## Izpodrivanje Portugalcev
Pred Nizozemci so v Indijo prišli trgovat Portugalci, ki so imeli v začetku 17. stoletja tam že veliko oporišč. Ker je bila Portugalska v obdobju 1580-1640 v personalni uniji s Španijo in kot taka tudi v vojni z Republiko Nizozemsko, se je Družba tudi v Aziji bojevala proti Portugalcem. Njene odprave so bile od vsega začetka močno oborožene z namenom, da si pridobijo dominantni položaj v trgovini. Leta 1605 je Družba odvzela Portugalcem izpod nadzora otoke Ternate, Tidore, Ambon v Molukih (Dišavnih otokih) in kmalu potem še otoke Banda . S tem si je zagotovila edini vir za tedaj v Evropi (in tudi Indiji in Perziji) zelo cenjeni začimbi muškatni orešek in muškatni cvet. Namen Nizozemcev ni bil, da zasedejo ozemlje, temveč da si pridobijo domorodce za sodelovanje in si zagotovijo monopol nad trgovino. V ta namen so največ izkoriščali njihove medsebojne spore, niso si pa pomišljali uporabiti tudi močnejša sredstva, izsiljevanje in vojno. Podobno so postopali, kadar so se srečali s trgovskimi konkurenti, s katerimi so bojevali tudi bitke in vojne.
Leta 1609 je Družba v živahnem trgovskem mestu Bantam (na zahodu otoka Java ob Sundskem prelivu, v sultanatu Bantam) ustanovila glavno upravo za Indijo, ki je imela pristojnost na zelo širokem območju od Rta dobre nade na jugu Afrike do Japonske. Na čelu uprave je bil glavni guverner, ki ni bil plemič ampak predvsem strokovnjak z znanjem in izkušnjami. Četrti guverner, Jan Pieterszoon Coen, je leta 1619 rezidenco prenesel na lokacijo današnje Džakarte. Mesto Jayakatra, ki je stalo tam, je zavzel in požgal ter na ruševinah zgradil novo, močno utrjeno mesto Batavia, ki se je kmalu razvilo v največje evropsko pomorsko, vojaško in trgovsko središče v Aziji ter ostalo to do poznega 18. stoletja. Leta 1700 je imelo 70.000 prebivalcev, od tega 6.000 Evropejcev, med ostalimi je bilo največ Kitajcev.
Po končanem premirju med Španijo in Nizozemsko (1609-21) in obnovi bojevanja v Evropi, je Španija ponovno vpeljala embargo na trgovino z Nizozemci in jim s tem otežila dostop do srebra, s katerim so plačevali nakupe v Indoneziji. Družba je uspela zadržati nivo uvoza v Evropo z vzpostavitvijo živahne trgovine znotraj Azije. S svojimi ladjami je vzpostavila verigo izmenjav blaga med azijskimi državami, ki je na koncu pripeljala do dobrin, ki so zanimale Evropo (med katerimi so prednjačile surova svila in začimbe, zlasti poper). Indijske bombažne tkanine je vozila v Indonezijo; kitajsko surovo svilo iz Tajvana na Japonsko v zameno za japonsko srebro in baker; z njim in indijskimi tkaninami je plačevala začimbe v Indoneziji, deloma za Evropo in deloma za Indijo in Perzijo, kjer je kupovala indijske bombažne izdelke za Indonezijo in perzijsko surovo svilo za Evropo. Za potrebe trgovanja je imela na območju od Perzije do Japonske vse polno trgovskih oporišč in na področju, kjer se je za prevlado bojevala s Portugalci, utrjenih postojank z vojaškimi posadkami. Trgovina je bila organizirana tako, da so se poti srečevale v Bataviji, od koder so flote močno oboroženih ladij potovale v Evropo in nazaj.
V letih 1638-41 je Družba zavzela tri od šestih glavnih portugalskih oporišč na Cejlonu in se povezala s kraljem Kandyjem, vladarjem notranjosti otoka. V tistem času so delnice Družbe na amsterdamski borzi dosegle petkratno začetno vrednost. Leta 1641 je Družba po dolgem obleganju zavzela portugalsko bazo Melaka, ki je obvladovala Malaški preliv med Indijskim oceanom in Južnokitajskim morjem, in se s tem dodobra utrdili na Indijski podcelini, Malajskem polotoku, Indoneziji in Tajvanu. V 1650-tih letih je nadaljevala z osvajanjem Cejlona. Po epskem obleganju v letih 1655-56 je zavzela Colombo in s tem dobila nadzor nad vso proizvodnjo cimeta na Cejlonu. Do leta 1663 je zavzela še vse obalne predele Cejlona in verigo portugalskih utrdb na obeh straneh konice indijske podceline (Negapatnam, Tuticorin, Cannanore, Cranganore, Cochin). V obdobju 1660-1720 je bila Družba vodilna evropska sila v Indiji.

## Glavne trgovske postojanke, naselja, in kolonije

### Evropa

#### Nizozemska
- Amsterdam (globalni sedež)
- Delft
- Enkhuizen
- Hoorn
- Middelburg
- Rotterdam

### Afrika

#### Mavricij
- Nizozemski Mavricij (1638–1658; 1664–1710)

#### Južna Afrika
- Nizozemska Kapska kolonija (1652–1806)

### Azija

#### Indonezija
- Batavija, Nizozemska vzhodna Indija

#### Indijski podkontinent
- Nizozemska Koromandija (1608–1825)
- Nizozemski Surat (1616–1825)
- Nizozemska Bengalija (1627–1825)
- Nizozemski Cejlon (1640–1796)
- Nizozemski Malabar (1661–1795)

#### Japonska
- Hirado, Nagasaki (1609–1641)
- Dedžima, Nagasaki (1641–1853)

#### Tajvan
- Anping (Fort Zeelandija)
- Tainan (Fort Provincija)
- Wang-an, Penghu, Pescadores Islands (Fort Vlissingen; 1620–1624)
- Keelung (Fort Noord-Holland, Fort Victorija)
- Tamsui (Fort Antonio)

#### Malezija
- Nizozemska Malaka (1641–1795; 1818–1825)

#### Tajska
- Ajutaja (1608–1767)

#### Vietnam
- Thǎng Long/Tonkin (1636–1699)
- Hội An (1636–1741)

## Kolonija v Afriki
Že leta 1598 si je nizozemska mornarica zagotovila premoč nad portugalsko v Gvinejskem zalivu v zahodni Afriki in začela obvladovati trgovino z gvinejskim zlatom in slonovo kostjo. Leta 1611 je na Zlati obali zgradila trdnjavo Nassau (Mourée), ki je postala postajališče nizozemskih ladij in zbirališče blaga, ki je čakalo na nadaljnji prevoz. V trgovino s sužnji se Nizozemci pred letom 1634 niso vmešavali.
Za potrebe plovbe v Indijo je Družba leta 1652 (ob izbruhu prve angleško-nizozemske vojne) ustanovila kolonijo na jugu Afrike. Tu so se ladje oskrbovale z vodo, hrano in drugimi potrebščinami (v obdobju 1652-1700 se je tu ustavilo povprečno po 33 ladij letno in v obdobju 1715-1740 po 69 ladij letno). Družba je leta 1680 privabila nizozemske kmete, ki so pridelovali hrano, in tako je postala Južna Afrika (poleg Nove Nizozemske, danes New York) edina nizozemska kolonija, kjer so belci delali s svojimi rokami. Leta 1685 je bilo tu že 100 belih družin. Nizozemska reformirana cerkev jih je razdelila v tri kongregacije (Cape Town, Stellenbosch, Drakenstein) s cerkveno oskrbo, šolami in dobrodelnimi organizacijami. V 1690-tih letih so pridelali že toliko pšenice, da so jo izvažali v Batavijo. Tedaj so si že pomagali s črnimi sužnji (leta 1711 je bilo črncev že približno toliko kot belcev). V 1680-ih so privabili nekaj sto hugenotskih pribežnikov, ki pa so se kmalu asimilirali, ker jim niso priskrbeli francoskih šol in verske oskrbe. Tako kot v Republiki Nizozemski je bila tudi v Južni Afriki in v oporiščih v Indiji javno dovoljena le nizozemska reformirana cerkev (izbira osebne veroizpovedi pa je bila svobodna).

## Na višku moči
Medazijski trgovski promet Družbe je dosegel vrhunec okrog leta 1670, ko je tam vozilo preko 100 njenih ladij, potem pa je začel upadati. Družba je zaradi kitajskih notranjepolitičnih sprememb izgubila bazo na Tajvanu in ker so tudi japonski šoguni omejili izvoz dragih kovin, se je ustavilo trgovanje v Vzhodnokitajskem morju. Tedaj je bilo Nizozemcem že spet dostopno špansko srebro, nov vir surove svile pa so našli na obalah Bengalskega zaliva.
V 1670-tih letih se je na obalah Indije povečala konkurenca angleških, francoskih in danskih trgovcev (kar je sovpadalo s tretjo angleško-nizozemsko vojno, ko Družba nekaj časa ni mogla trgovati). Družba je zato svoje trgovanje vse bolj usmerjala v južnejše vode, kjer je leta 1667 zavzela Makasar na Celebesu in leta 1682 dobila protektorat nad sultanatom Bantam (zahodna Java) in utrdila svoje trgovske pozicije na Sumatri.
V poznem sedemnajstem stoletju se je nabor dobrin, ki so zanimali Evropejce, začel spreminjati. (To je bil tudi čas, ko je Viljem III. Oranski, stadhoulder Republike Nizozemske, postal angleški sokralj in se je začela devetletna vojna s Francijo.) Iskano blago so postali čaj, kava, sladkor, bombaž, muslin, surova svila. Kitajski čaj je bil Družbi zaradi umika iz Vzhodnokitajskega morja nedostopen, na območjih pa, ki jih je obvladovala, je začela vse bolj vplivati na poljedelstvo in siliti prebivalstvo v sajenje novih, neavtohtonih kultur. S tem, ko je trgovanju in ladijskim prevozom dodajala poljedelstvo, je Družba dobivala vse bolj kolonijalen značaj. Nove dobrine so zahtevale tudi več ladijskega prostora. V obdobju 1680-1720 je Družba več kot podvojila tonažo svojih ladij. Kljub večjim ladjam pa se je dobiček začel relativno zmanjševati. Delnica Družbe je leta 1720 še vedno prinašala dobiček in njena cena je presegla šestkratnik izhodiščne. Delež Družbe v skupni trgovini Republike Nizozemske se je povečeval.
Leta 1688 je imela Družba v Aziji preko dvajset trdnjav s po več kot 100 zaposlenimi (vojaki, mornarji, uradniki), razdeljenih približno po tretjinah na področja Jave, Cejlona in Indije. V južni Afriki je bilo okrog 200 zaposlenih Vse skupaj je bilo kakih 22.000 zaposlenih, od tega 12.000 v utrdbah in trgovskih postajah, 6.000 na ladjah, ki so vozile v Evropo, 4.000 na osemdesetih ladjah v med-azijskem prometu. Od tega jih je bila več kot tretjina (8500) mornarjev. Med njimi je bilo z leti vse več tujcev, predvsem luteranskih Nemcev in Skandinavcev (leta 1770 že kar polovica).

## Zaton
V 1730-tih letih pa je začela uspešnost družbe drseti navzdol. Lagodnost življenja srednjega sloja doma na Nizozemskem, se je poznala tudi v Aziji. Na odgovorne položaje so prihajali vse manj strokovni, vse manj iznajdljivi in vse manj podjetni kadri. Širilo se je neizpolnjevanje dolžnosti in korupcija (ki je bila v Družbi prisotna ves čas). Geografsko politične okoliščine v Aziji so trgovanje Družbe vse bolj omejevale na področje, ki ga je vojaško obvladovala, to sta bila Cejlon in indonezijski arhipelag. Dividende delničarjem so začele presegati dobiček. Obratni kapital se je zmanjševal. Kljub vsem slabostim je bil kapital družbe leta 1780 še vedno ogromen.
Tedaj pa je izbruhnila četrta angleško-nizozemska vojna (1780–1784), v kateri se je pokazala vsa nemoč nizozemske vojaške mornarice, ki jo je Republika zanemarjala odkar je Viljem III. Oranski leta 1689 postal sovladar v Angliji. V vojni so, v spopadih v Evropi in Aziji, Britanci potopili polovico nizozemske vojne flote in si prilastili veliko trgovskega blaga. V Bataviji je prišlo do nezaposlenosti, socialnih nemirov. Družba se od izgub ni več opomogla. Leta 1796 jo je Batavska republika nacionalizirala in leta 1800 ukinila. V napoleonskih vojnah je velik del njenih ozemelj zasedla Velika Britanija, ostanek pa je po dunajskem kongresu 1814 prišel kot Nizozemska vzhodna Indija pod kraljevino Združene Nizozemske.